# Hojai
Hojai is een stad en gemeente in het district Hojai van de Indiase staat Assam. 

## Demografie
Volgens de Indiase volkstelling van 2001 wonen er 35.722 mensen in Hojai, waarvan 53% mannelijk en 47% vrouwelijk is. De plaats heeft een alfabetiseringsgraad van 78%. 